# Alexandru Hrisoverghi
Alexandru Hrisoverghi (27 février 1811 - 9 mars 1837) est un poète et traducteur moldave, dont le travail a été influencé par le romantisme. Auteur de quelques ouvrages lyriques, il est connu pour son association avec des personnalités politiques et intellectuelles telles que Mihail Kogălniceanu, Costache Negruzzi, Vasile Cârlova (en) et Grigore Crupenschi.